# Simone Lo Faso
Simone Lo Faso, né le 18 février 1998 à Palerme, est un footballeur italien. Il évolue au poste d'attaquant.